# Nappe de Thiaroye
14° 45′ 30″ N, 17° 22′ 32″ O
La nappe phréatique de Thiaroye est située près de Dakar dans la ville de Pikine, un quartier dense et populaire. Le sommet de la nappe est proche de la surface et inonde régulièrement les habitations durant la saison des pluies. Ces inondations répétées causent des problèmes importants dans la région.

## Géologie
La nappe phréatique de Thiaroye se trouve sur la presqu'île du Cap-Vert. Cette nappe forme la partie ouest de la nappe des sables quaternaires de la presqu'île du Cap-Vert. La nappe des sables quaternaires est une nappe phréatique non confinée d'environ 300 km2 qui s'étend de Kanak à Dakar. Elle est composée de dépôts sableux liés aux variations du climat et du niveau de la mer ainsi que de dépôts sableux marqués par le volcanisme des Mamelles.
La nappe de Thiaroye est coupée à l'est par la nappe infra-basaltique de Dakar, une nappe phréatique confinée par une couche de basalte . À l'ouest, la limite est moins claire. On la situe approximativement à l'est de Pikine.
La nappe de Thiaroye est posée sur une couche de roches marneuses. Cette couche de roche est marquée par des dépressions remplies de sable qui influencent la profondeur de la nappe.

## Climatologie
La presqu'île du Cap-Vert est dotée d'un microclimat influencé par l'océan Atlantique et la région saharienne . La température moyenne (1980-2005) est de 24,7 °C  avec un maximum entre mars et octobre et un minimum entre novembre et février. L'évapotranspiration est estimée à environ 700 mm/an et l'humidité relative (entre 70 et 98 %) varie peu durant l'année à cause de la proximité de l'océan.

Le climat de la région est marqué par une saison des pluies entre juillet et septembre qui concentre la majorité des précipitations . La figure 1 présente la pluviométrie annuelle caractérisée par une importante variabilité. On peut aussi remarquer une baisse des précipitations annuelles depuis la fin des années 1960. 

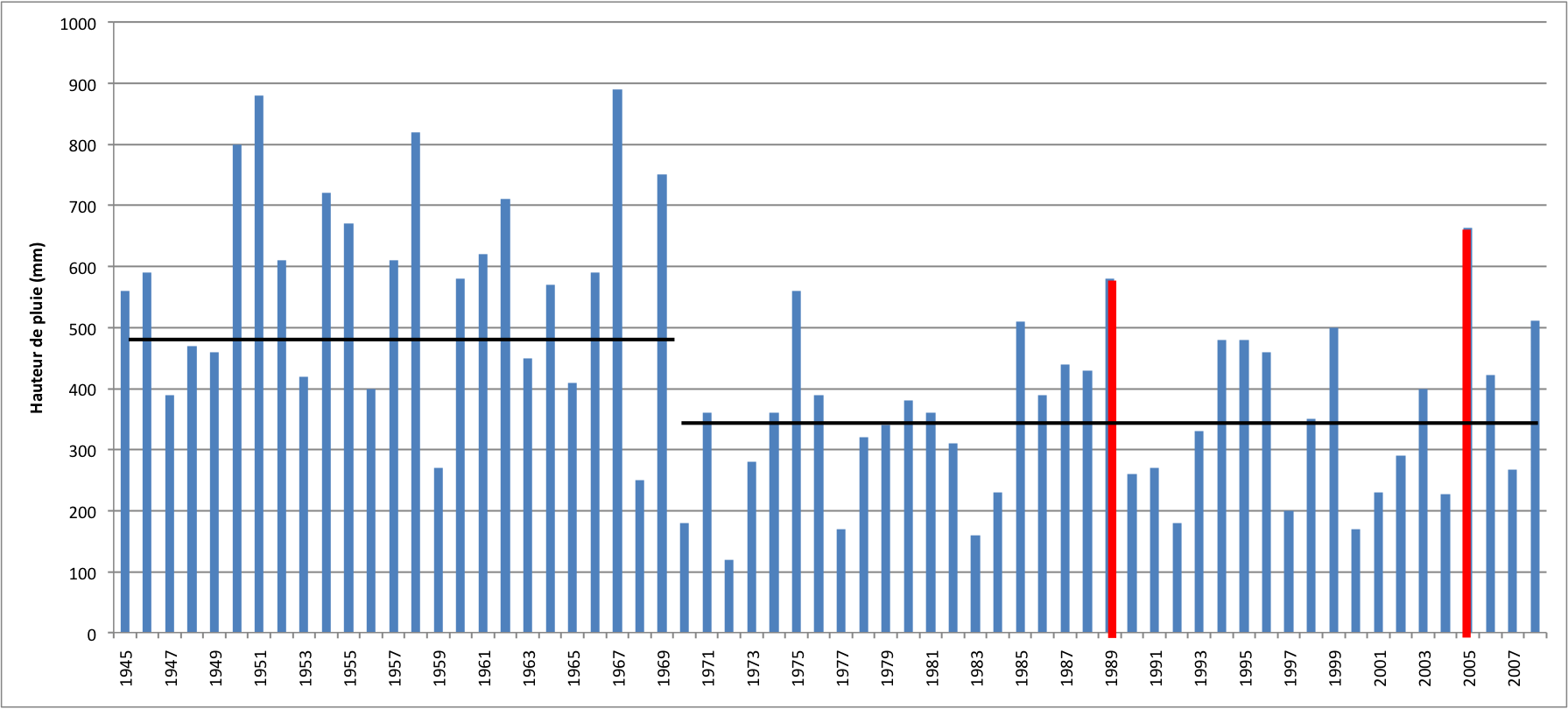
figure 1: Pluviométrie Station Dakar Yoff

À cause du réchauffement climatique, il est probable que les températures vont augmenter et que les précipitations vont décroître. Le niveau de la mer risque aussi de s'élever avant 2100 d'environ 0.2-0,9 m .

## Cause des inondations
La nappe est naturellement proche de la surface. En effet, cette région est située dans un ancien réseau dunaire formé de collines et de dépressions sans lien direct avec la mer. Sans intervention humaine, la nappe forme des lacs dans ces dépressions.
En 1950, la ville de Dakar a commencé à pomper cette nappe pour l’eau potable avec un débit moyen de 17 000 m3/j. Ceci a induit un abaissement de la nappe. Comme cette nappe est en contact avec la mer, cette baisse de niveau a créé un risque d'intrusion d'eau de mer dans l'eau non-salée de la nappe. Comme ce risque devenait majeur, l'exploitation de la nappe a été stoppée entre 1959-1961 .
En 1961, le pompage reprend. Il est toutefois réduit à environ 10 000 m3/j pour protéger la nappe des intrusions d'eau salée . Ce pompage durera jusqu'en 1988. Il s'ajoute à une baisse des précipitations depuis la fin des années 1960 . Il aura donc comme conséquence de baisser le niveau de la nappe et ainsi que d'assécher des terrains naturellement inondés.
Dans les années 1970, Dakar était soumis à un important exode rural partiellement dû à la sécheresse et à une urbanisation importante due à son nouveau statut de capitale [6]. Les terrains asséchés par la baisse de la nappe ont donc été très rapidement utilisés pour construire des nouvelles habitations. Ce secteur correspond à la ville de Pikine où environ 900 000 personnes vivent actuellement.
Dans ces quartiers, en partie irréguliers, l’assainissement était et reste peu étendu et peu efficace. Les latrines sont principalement reliées à des fosses septiques qui ne sont pas adaptées à la situation hydrologique. En effet, les eaux usées des fosses septiques se déversent directement dans la nappe qui se trouve proche de la surface même quand la nappe est pompée. L’urbanisation de la zone a donc coïncidé avec une augmentation importante du taux de nitrate dans l’eau. Dans les puits de Thiaroye, par exemple, la concentration de nitrate est passée de 5-40 mg/l en 1970 à 400-450 mg/l en 1997 .
La limite admissible pour l'eau potable étant de 50 mg/l 
, l'eau de la nappe de Thiaroye est devenue impropre à la consommation si on ne la dilue pas. Ceci a induit une baisse des pompages de la nappe (environ 5 000 m3/j en 2004  ).
En parallèle, la ville de Dakar a commencé à importer de l'eau du lac de Guiers pour satisfaire ses besoins en eau potable . Une partie de cette eau est utilisée à Pikine et se rajoute à la recharge naturelle de cette nappe. De plus, les pluies ont été relativement importantes (mais pas exceptionnelles) à la fin des années 2000, notamment en 2005 et 2009.
Ces trois facteurs (baisse des pompages, augmentation de la recharge et de la précipitation) ont fait remonter le niveau de la nappe d'environ 15 cm par année. Cette remontée de la nappe est une catastrophe pour les habitants de la région de Pikine car elle induit un risque élevé d'inondation. Le manque de drainage et la topographie de la région en forme de cuvette aggravent le problème. De plus, la proximité de la nappe réduit fortement l’efficacité des fosses septiques qui refoulent très régulièrement.

## Plan Jaxaay et inondations
En 2005, la saison des pluies a été intense (env. 650 mm) et a créé une inondation importante à Pikine. Cette inondation a poussé l’État du Sénégal à initier un plan d'urgence appelé plan Jaxaay. Il a été financé à hauteur de 52 milliards de francs CFA (36 millions d'Euros) .
Le principe de ce plan est de détruire les maisons situées dans les dépressions les plus importantes et de déplacer les habitants de ces maisons en périphérie. L'espace ainsi gagné est
utilisé pour créer des bassins de rétentions (figure).
Ce plan est critiqué pour plusieurs raisons :
- Les habitants dont les maisons ont été détruites ont été relogés contre leur volonté dans des régions loin du centre de Dakar où se trouve la majorité des emplois. Ils se sont fortement opposés au plan Jaxaay, notamment en essayant de stopper les bulldozers [11].
- Les bassins de rétention sont situés dans les dépressions où la nappe est très proche de la surface. L'eau est donc toujours présente en surface. Ces bassins sont donc plein toute l'année. Ainsi ils ne peuvent pas recueillir l'eau de pluie durant la saison humide. Il faut donc pomper l'eau de ses bassins durant la saison des pluies pour pouvoir utiliser la capacité de rétention de ses bassins. Même avec le pompage, cette capacité reste limitée. Le risque d'inondation est donc encore très présent.
- La création de ces bassins dans une zone très peuplée a induit une perte foncière importante. De plus, ces bassins non protégés créent un risque de noyade et augmentent l'insécurité. Ils augmentent aussi le nombre de moustiques et donc le risque de paludisme[11].

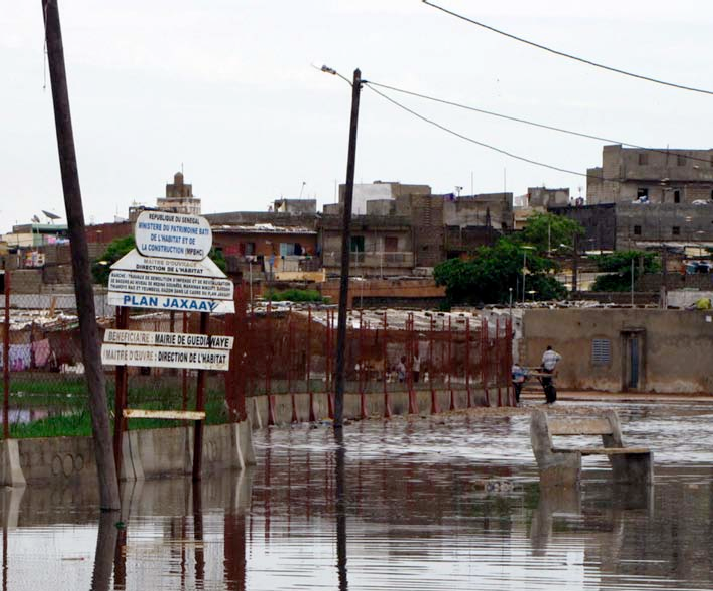
Inondations à Pikine

Une autre inondation importante s'est produite en 2009 avec des conséquences similaires pour la région .

## Stratégie de réductions des inondations

### Stratégies non durables
- Déplacer les habitants:

La ville de Pikine est très densément peuplée et les habitants ont peu de ressources pour se reloger. Il est donc très difficile voire impossible d'imaginer déplacer les habitants vers des zones moins exposées.
- Remblayer (augmenter la hauteur du sol)

Le remblaiement pratiqué de manière spontanée par les habitants n'est pas non plus une solution durable. En effet, l'achat de sable, de gravats ou de déchets (pour les habitants qui n'ont pas les moyens d'obtenir d'autres matériaux) représente un coût et un travail important. De plus, il faut remblayer et reconstruire les maisons concernées chaque année pour suivre la remontée de la nappe. Le remblaiement avec des déchets diminue fortement la qualité de vie des habitants et pose des problèmes d'hygiène ainsi que de stabilité du sol.

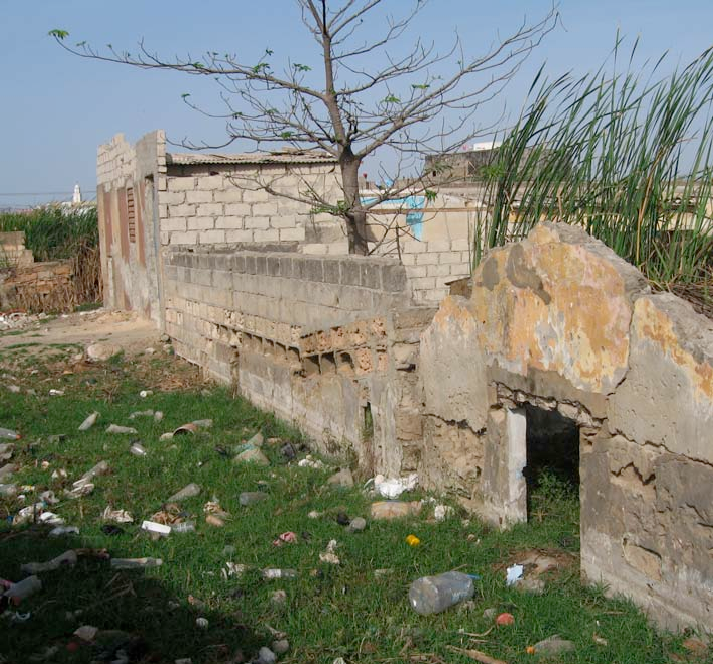
Concession de Djiddah Thiaroye Kao (Pikine) remblayée pour éviter les inondations avant d'être abandonnée

- Pomper durant la saison des pluies

Actuellement un nombre important de pompiers sont mobilisés durant la saison des pluies et plusieurs pompes sont utilisées, avec une certaine efficacité, pour éviter le maximum d'inondations (plan Orsec sénégalais). Ceci représente toutefois un investissement important et un travail à fournir chaque année.
- Pomper la nappe pour l'eau potable

À cause de la présence de nitrate dans l'eau de Thiaroye, il n'est pas possible de l'utiliser comme eau potable sans la mélanger préalablement à une autre source. Ce mélange d'eaux, pratiqué actuellement , a comme conséquence de baisser la qualité de l'eau potable de l'agglomération de Dakar.

### Stratégies durables
Trois stratégies ont été proposées pour résoudre le problème des inondations à Pikine.
La première stratégie est d'améliorer l’assainissement en créant un réseau d’égout. Ainsi la recharge additionnelle due à l'eau provenant du lac de Guiers se déverserait directement dans la mer et la pollution dues aux nitrates diminuerait (moins d'eau usée qui se déverse dans la nappe) .
La deuxième stratégie est de reprendre les forages de la nappe et d'utiliser cette eau pour l'irrigation dans la région de Sangalkam à l'est de la presqu'île du Cap-Vert, à environ 25 km de Pikine .
La troisième stratégie est d'améliorer le drainage et de connecter les bassins versants de Pikine avec la mer. Sans intervention humaine, les eaux de pluie se déversent dans les dépressions de terrain (appelées aussi Niayes) et se déversent dans la nappe. L'idée ici est d'améliorer le drainage des communes, de créer des bassins de rétention aux points bas et de relier ces bassins de rétention avec la mer pour écouler l'eau de pluie vers celle-ci.
Le tableau suivant analyse les avantages et les défauts de chaque stratégie. Il est probable qu'une bonne gestion de la nappe phréatique de Thiaroye intégrerait ces trois stratégies d'une manière coordonnée.
| Stratégie                 | Avantages | Défauts |
| ------------------------- | --- | --- |
| Assainissement            | 1. Réduction de la pollution de la nappe notamment du taux de nitrates 2. L'amélioration de l'assainissement est nécessaire pour une bonne qualité de vie dans la zone 3. Réduction efficace des inondations | 1. Il est difficile de gérer un système d'évacuation des eaux dans un quartier très peuplé comme Pikine 2. Les eaux usées ne sont pas les seules causes des inondations. 3. Le risque resterait important dans les habitations situées dans les régions basses.                                           |
| Pompage pour l’irrigation | 1. Réductions des inondations importantes et rapides 2. Les forages sont déjà construits et peuvent être utilisés 3. Valorisation de l'eau douce qui peut être utilisée pour l’irrigation 4. Le nitrate présent dans l'eau est un fertilisant utile pour l'irrigation 5. Les maraîchers de Sangalkam achètent de l'eau subventionnée provenant du lac de Guiers. L'eau de Thiaroye leur coûterait moins cher et ferait économiser des subventions à l’État. 6. Il est possible d'arrêter de pomper si la nappe descend trop 7. Amélioration de l'efficacité de l’assainissement puisque la distance entre la nappe et les fosses septiques augmente 8. Réduction de l'espace utilisé par les bassins de rétention même s'ils resteraient nécessaire | 1. Risque d'intrusion d'eau salée 2. Nécessité de construire une conduite d'eau importante et de pomper cette eau 3. Il existe des sources d'eau plus proche de Sangalkam pour l'irrigation 4. Sangalkam est proche de la périphérie de Dakar et s'urbanise. L'activité agricole risque donc de diminuer. |
| Drainage                  | 1. Réduction des inondations importantes 2. Amélioration de l'efficacité de l’assainissement puisque la distance entre la nappe et les fosses septiques augmente 3. Possibilités de créer des espaces verts autour des bassins si la gestion est bonne | 1. Perte d'eau douce vers la mer 2. Investissement relativement important 3. Suivi nécessaire des conduites pour éviter les obstructions 4. Création de bassins de rétention qui sont une gêne pour la population                                                                                         |

La coordination entre ces différents projets est très faible et ce manque compromet une stratégie intégrée de la nappe de Thiaroye. De plus, aucune de ces stratégies ne tient compte des changements liés au réchauffement climatique.
Certains auteurs  soutiennent au contraire que le niveau de la nappe des sables quaternaires, sur le plan régional, baisse ; même si localement comme à Thiaroye par exemple, la tendance est à une remontée. Sur ce, il est globalement proposé une infiltration in situ des eaux dans les zones à bilan hydrique déficitaire, le cas échéant transférer spatialement les eaux excédentaires vers les zones déficitaires (si sols saturés), et cela sur la base de la dynamique négative de la NSQ observée sur le plan régional. Concernant Thiaroye, l'infiltration est à combiner avec un pompage, pour éviter une stagnation des eaux en surface. En plus de la nappe, les inondations sont surtout liées à une modifications des conditions hydrodynamiques, notamment la baisse de l'infiltrabilité des sols causée par la présence de formations à tendance argileuse, ou de remblais anthropiques composés d'ordures ménagères.